# Sorex leucogaster
Sorex leucogaster es una especie de musaraña de la familia soricidae.

## Distribución geográfica
Es endémica de la isla Paramushir, al sur de la península de Kamchatka.

## Hábitat
Su hábitat natural son: bosques templados.